# Rover Thomas
Rover Thomas Joolama (* 1926; † 11. April 1998) war ein Aborigine-Künstler, der in Gunawaggi an der Canning Stock Route in der Großen Sandwüste in Western Australia geboren wurde.

## Leben
Seine Mutter war eine Kukatja- und sein Vater ein Wankajunga-Aborigine. Er wuchs nomadisch auf und seine Familie zog nach dem Tod seiner Mutter mit ihm, als er zehn Jahre alt war, in die Kimberley-Region. Später arbeitete er als Stockman (Viehtreiber) in der Nähe von Warmun am Turkey Creek. Dort brach er mit der traditionellen Malart der Aborigines und malte Landschaften. Er war zweimal verheiratet.

## Werk
Die gemalten Bilder von Rover sprechen eine visuelle Sprache der Geschichte des Landes in Gegenwart und Vergangenheit. Seine Bildersprache ist ein Teil der Kunst der Aborigines im östlichen Kimberley. Rover Thomas verband den Malstil der Western Desert mit dem Stil im östlichen Kimberley und zeigte eine Synthese in seinen Werken. Eines seiner traditionellen Themen, das er behandelte, war das Dreaming des Barramundi, eines für die Aborigines bedeutsamen Fisches.
Rover Thomas hat das Leid, das die europäischen Siedler den Aborigines zugefügt haben, in einigen seiner Werke dargestellt. Insbesondere die Malerei des späten Rover Thomas und seiner Frau Queenie McKenzie, ebenso eine erfolgreiche Malerin, nehmen Bezug auf Massaker an Aborigines als Teil seiner Serie „Killing Times“ mit den Bildern „Bedford Downs“ (1985) und „Mistake Creek“ (1990). Seine Frau Queenie malte ein Bild, das sie Massacre and Rover Thomas Story - Texas Downs Country, nannte.
Er gewann 1990 den John McCaughey Prize der Art Gallery of New South Wales in Sydney und im gleichen Jahr war er mit Trevor Nickoll ein Vertreter der australischen Kunst auf der Biennale in Venedig. Er nahm an zahlreichen Gemeinschaftsausstellung im In- und Ausland teil.